# أساكو واتانابي
أساكو واتانابي (باليابانية: 渡辺麻子) هي راكبة الكنو يابانية، ولدت في 5 ديسمبر 1969.

## وصلات خارجية
- أساكو واتانابي على موقع أوليمبيديا (الإنجليزية)